# Museu de l'Automoció de Lleida
El Museu de l'Automoció de Lleida, conegut com a Museu Roda Roda, és un museu municipal de Lleida dedicat al món de l'automoció en general i especialitzat en vehicles antics. L'any 2010 rebé la visita de 12.766 persones.

## El Museu
Inaugurat l'onze de setembre de 2002, el projecte va lligat a la Fundació per al Patrimoni Arqueològic Industrial, que té com a objectiu fomentar la recuperació del patrimoni industrial, d'obres públiques, maquinària agrícola o automoció (incloent-hi la gestió, creació i promoció de museus sobre aquestes matèries) i la constitució i administració de centres de documentació. És l'únic museu estatal de titularitat totalment municipal.

## La Col·lecció
El museu està estructurat en cinc grans àmbits:
- Els cotxes, ordenats cronològicament amb diferents blocs temàtics (històrics, clàssics, populars, microcotxes, transports públics…) propietat de l'Ajuntament de Lleida i gran part cedits temporalment per diversos propietaris de les Terres de Lleida.
- Les motocicletes.
- El taller: un espai on es representa un antic taller, aprofitant part dels elements estructurals del museu, l'antic taller propietat d'Eduardo Velasco, edifici datat del 1954.
- Els motors.
- Les miniatures: mostra de l'extensa col·lecció del Sr. Duró i el Sr Manel Armillas que ens permet fer un recorregut exhaustiu per la història de l'automoció.

La col·lecció del museu està formada per un conjunt de vehicles històrics propietat de l'Ajuntament de Lleida i per altres vehicles dipositats al museu, cedits temporalment per particulars per complementar la col·lecció municipal.

## Informació per al Visitant
Ubicat al Carrer de Santa Cecília número 22 de Lleida, el museu obre les portes de dimarts a dissabte d'11 a 14 hores i de 17 a 20 hores; i els diumenges i festius entre les 11 i les 14 hores. Els dilluns roman tancat. Generalment, l'entrada és gratuïta i existeixen visites guiades també gratuïtes el quart dissabte de cada mes.